# レンタルビデオ

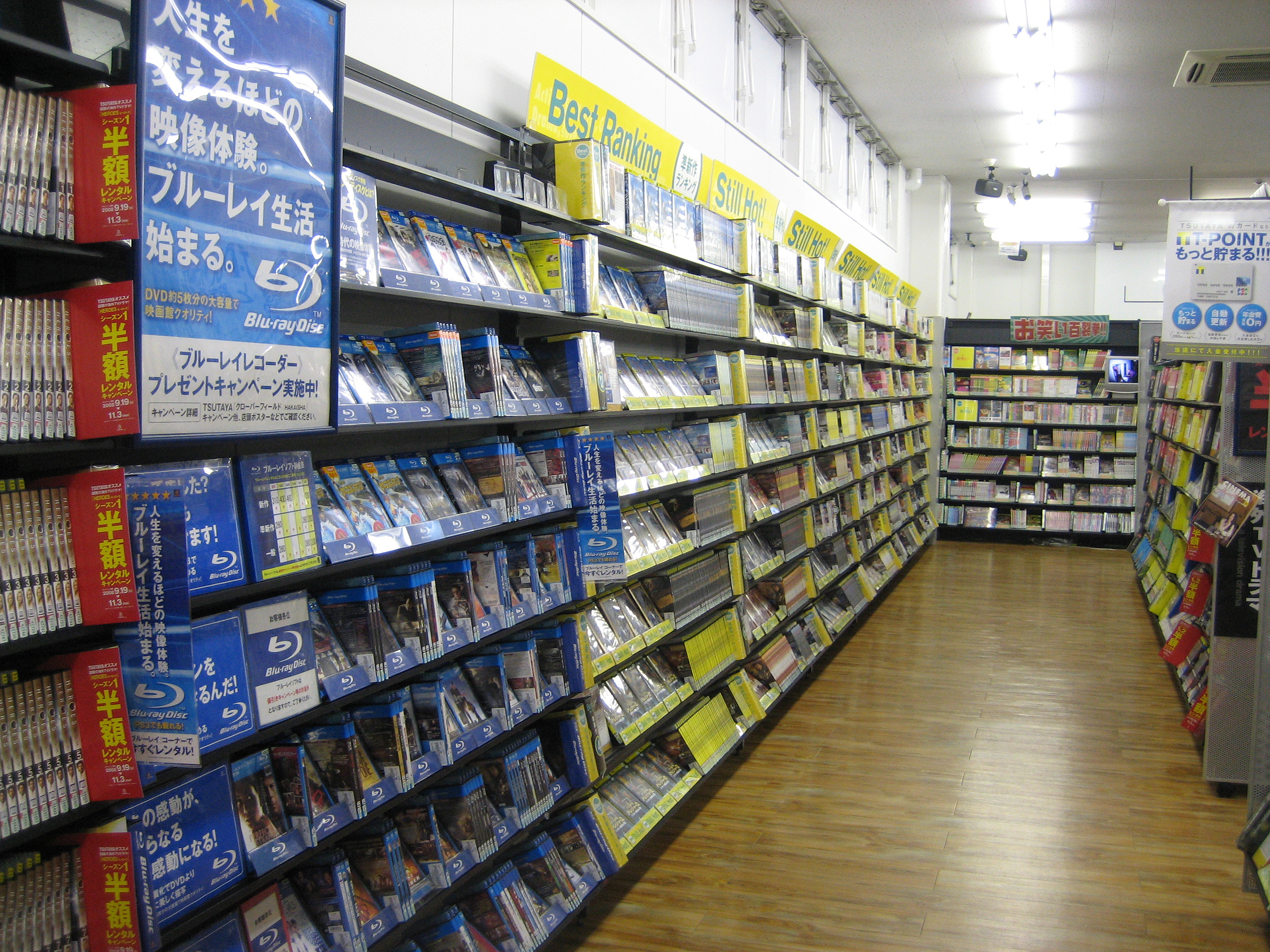
日本のレンタルDVD店の店内（2008年）

レンタルビデオは、各種作品が記録されているビデオテープ、DVD、Blu-ray Discなどを賃貸するサービスである。

## 概要

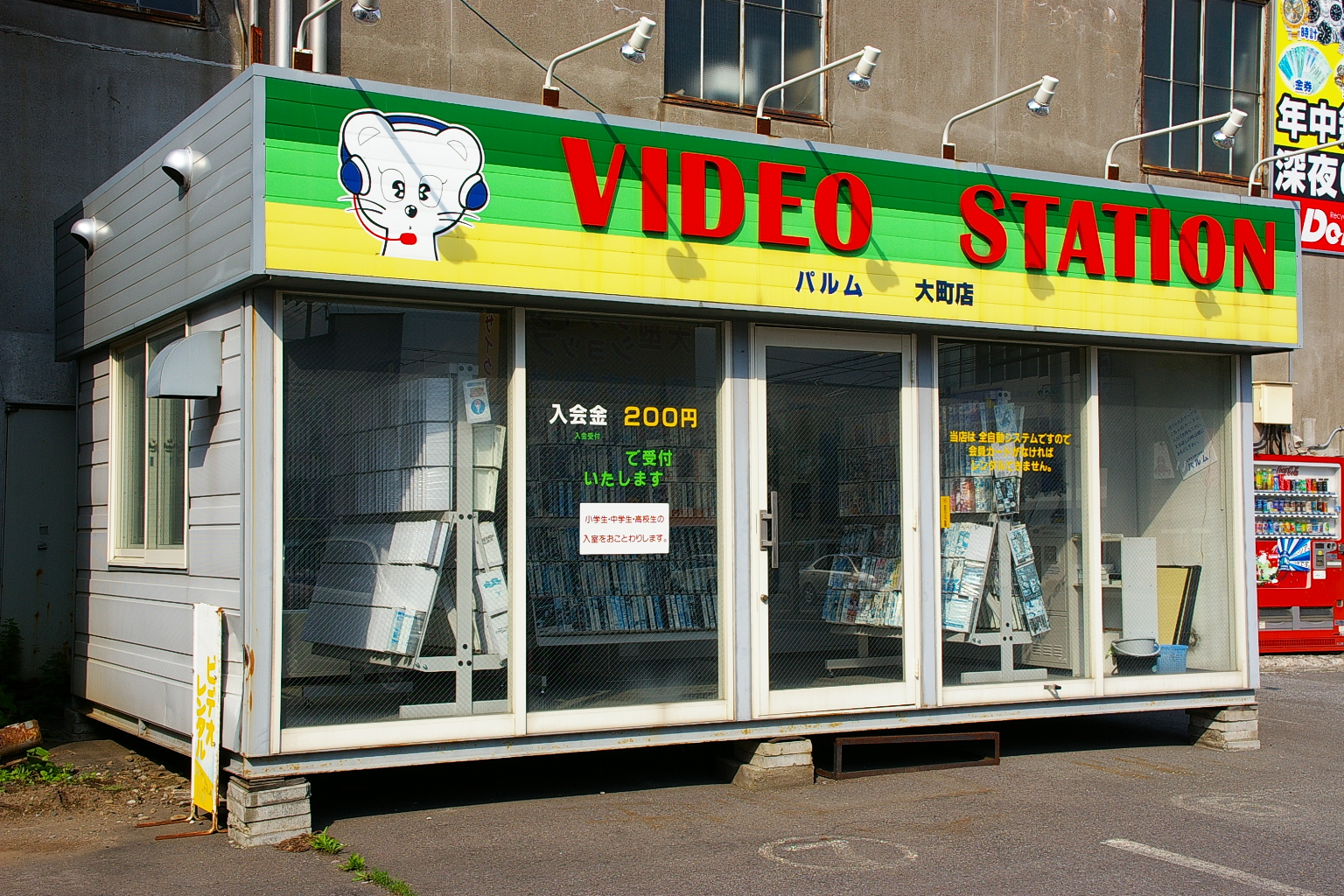
無人の自動レンタルビデオ店（2008年、北海道旭川市）

レンタルビデオについては10年程度先行していたレンタルレコードに原型を見て取れる。レンタルレコード業は、レコードを借りた本人が自宅でカセットテープに録音することを暗黙の前提にしており、当初、著作権侵害の可能性があり、レンタル業その物が違法であると問題視されていたが利用者の増大に伴いレコード業界と和解、レコード業界にレンタルレコード店が一定の料金を支払うことにより決着した。法的にも80年代中盤に整備された。
レンタルビデオについてはレンタル開始時期が映画公開時より遅れるとはいえ、ソフトを購入する場合と比べれば非常に割安感があったことから、80年代後半にレンタルビデオは急拡大した。そもそもレンタルビデオが普及するまでは、一度公開が終わった映画を見ることは非常に困難なことであり、テレビ放映が唯一の望みであった。レンタル以外のセルビデオ（8ミリフィルムを含む）にしても80年代中盤までは非常に高価で、安くても5千円、通常であれば1万円超えかつラインナップが極めて少なかったので一般的な選択肢には入らなかった。
当時、レンタルビデオは極めて需要の高かった商いであったためビデオテープレコーダの売上を伸ばすことになり、それがさらにビデオレンタルの勢いを増し好循環が数十年にわたり続いた。
レンタルビデオ店は、様々なジャンルのビデオが並べられていた。最新の人気映画以外に大きな場所を占めているジャンルに、成人向けアダルトビデオがあった。アダルトビデオはレンタルの回転が速くて利益率も高いため、レンタルビデオ店の経営にたいへん重要な位置を占めており、アダルトビデオ専門のレンタルビデオ店も存在した。
レンタル期間は、一般に「2泊3日」「7泊8日」などと表現された。7泊8日は「貸し出し日の翌週の同曜日の閉店時間まで」となるが、閉店時間が過ぎたあとも「返却ボックス」と呼ばれる時間外返却受付サービスが行われていることが多いため、最大で「返却予定日の翌朝の開店時間前まで」が貸し出し期間となった。24時間営業の店舗の場合でも、それに準じて朝9 - 10時頃に貸し出し期間の区切りを設けていた。貸し出し時に決められた期間を超過して返却すると、延滞料金を徴収された。来店の手間を軽減するため、郵便などを用いた宅配レンタルも後年になって開発された。

## 歴史
世界的には、1977年12月にロサンゼルスにて最初のレンタルビデオ店が開業したと言われるが、同時期のニューヨークの方が早かったとの説もある。1978年に25ドルの会費と3泊5ドルでビデオを貸す店舗が作られ、これは後に米国最大のビデオレンタルチェーンのひとつ Family Videoとなった。
日本においては70年代末から80年代初頭にかけて家庭用ビデオデッキが普及してきたことに合わせて、東宝等の映画会社が東京にてビデオレンタルの実験を繰り返しながら業態を模索していた。そして1983年4月に社団法人・日本ビデオ協会はレンタルビデオに関する公式ルールを策定した。そしてさらに重要な点として、1983年11月にレンタルに関する法整備がなされたことにより、それまでグレーゾーンだったレンタル業が正規の商売として日本で認められたことがある。これらのルール制定により日本のレンタルビデオが幕を開ける。
80年代中期はまだまだビジネスモデル模索の段階であったがルールが整備されたことにより、ソニーやバンダイ、コニカ等の大手企業が様々な試みを行った。他業種店舗の副業として店舗に在庫を置かず、カタログから前払いで注文して後日受け取りといった方法もこの頃多かった。また、1984年前後に欧米映画会社も相次いで日本のビデオ市場に参入した。
ルールが整備されたことで日本ビデオ協会に登録された正規店舗は急増したが、非正規店舗はそれをはるかに上回る勢いで全国に増えていった。その理由としては、ビデオソフトの流通が不透明であったことと、レンタル作品のラインナップが販売作品より大幅に少なかったことが挙げられる。
80年代末になると法整備や映画業界による取り締まりにより非正規店舗は激減する。そしてレンタルできる作品が増え、レンタル料金も劇的に下がった結果、90年代に入ると非正規店舗はほぼ消滅する。その穴を埋めるようにして台頭してきたのが、TSUTAYAでありGEOである。
TSUTAYA等の大規模フランチャイズが拡大したのは90年代後半からであり、90年代前半はローカルなチェーン店を中心とした零細店舗が全国にひしめいていた。まだ携帯電話やインターネットがほとんど普及しておらず、ビデオ鑑賞が安価な娯楽として大きな地位を占めていたため、90年代はビデオレンタル業界が最も活気づいていた頃である。
00年代に入ると業界は寡占が進み薄利多売となり、ローカルチェーン等の零細事業者は次々と撤退していった。全国に大規模チェーン店が急拡大した。同時にビデオからDVDへメディア媒体が変わったことも零細事業者を追い込んだ。
10年代は急速なインターネットの拡大とスマートフォンの普及により、物理メディアを扱うレンタル業そのものへの存在意義を問う時代となった。大手各社はネット注文による郵送で完結するシステムを導入するなど試行錯誤したが、確実にレンタル業は斜陽化していった。
20年代に入り、娯楽はネット経由で楽しむことが一般的になりDVD等の物理メディア自体が急速に廃れていった。そのためかつて隆盛を極めたビデオ（DVD等）レンタル業はほぼ消滅した。

## 貸出メディアの変化

### DVDの登場
2000年頃から、レンタルのメディアがビデオテープからDVDへ移行が開始した。レンタルレコード店でレコードからコンパクトディスクにメディアが移行した時と同様に、レンタルビデオ店は、既にビデオテープで保有していた過去の名画などの資産を、改めてDVDで揃え直す必要に迫られ、零細業者はこの変化により多くが撤退に追い込まれた。PlayStation 2の普及がレンタル置き換えのきっかけになった。
DVDは省スペースで、ビデオテープのように巻き戻す手間が必要ないこと、読み出しが非接触式のため繰り返し再生しても劣化し難く画質や音質が良いこと、洋画は字幕や吹替毎に在庫を持つ必要がないなど、ユーザーとレンタルビデオ店双方にとって利点があった。これらの利点は大型店舗で顕著であった。
DVDはビデオテープに比して物理的障害は少ないが、データ記録面が常に露出しているため1つの傷が再生に致命的な影響を及ぼすことがあった。粗悪な再生機器に起因する再生不可や想定外の動作なども発生した。
軽微な傷ならば研磨で多くの場合再生するが、信号面の保護層が薄く1 - 2回が限度であった。製造時にハードコーティングを施してメーカー共通でHCマークを表示する商品も現れた。ただし、後にBlu-ray Discでもハードコーティングが増えたことから、DVDで以前に出たハードコート商品のハードコート研磨を禁止する事例も増えていた。

### ブルーレイディスクの登場
北米では2007年6月にブロックバスターが、2008年2月にNetflixがBlu-ray Discの本格導入を発表した。国内では2007年12月、ゲオらにより試験レンタルが行われ、2008年3月17日にTSUTAYA、GEO両社により、ブルーレイレンタルの全店舗導入が発表される。GEOは4月12日以降にワーナー作品48タイトル、TSUTAYAは主要都市10店舗ワーナー作品45タイトルで開始し、2008年夏までに全店舗で導入した。しかしブルーレイディスクの普及が鈍いことから2020年2月現在、多くのTSUTAYAやGEOが作品の大半をDVDのみの取り扱いに移行した。アダルトビデオも同様にDVDのみが大量に流通されていた。

### Ultra HD Blu-rayの登場
Blu-ray 3Dはわずかにレンタル版がリリースされていた時期が存在したが、Ultra HD Blu-rayについては再生機種がかなり限られている上、セル版をかなり高価な価格で販売する傾向にあるため、2015年のローンチ直後から2024年現在まで一切のレンタル版リリースが行われていない。ただし、ドルビーアトモス・DTS:X対応ブルーレイディスクのレンタル品は2020年代に急速に普及し始めている。また、2020年以降はディズニーがすべてのレンタルソフトの流通を撤退している。

### 市場環境の変化
2010年代になるとレンタルビデオに代わって物理的な記録媒体による貸し出しや返却を要さないビデオ・オン・デマンド (VOD) による動画配信サービスが普及した。このため従来のメディアによるレンタルビデオは斜陽となった。

## 末期のレンタルビデオ市場の動向

### 北米市場
ブロックバスターは1985年に設立し、米国の大手のレンタルビデオ会社として世界17か国に従業員6万人の規模を有したが、市場の競争激化の中で経営判断を誤り2010年に倒産した。ブロックバスターは1990年代に約9000店舗を展開したがNetflixなどインターネットを中心に展開する企業に押されて衰退した。
ネットフリックスは1997年にレンタルビデオ会社として設立されたが、無店舗型経営でインターネットでの注文を受けて発送や返送を行う形態をとった。2007年にネットフリックスは動画配信事業に参入。薄型テレビやゲーム機のような様々な機器に対応したり、割安な定額制で需要を拡大した。ネットフリックスは2023年9月29日の発送を持ってDVDレンタル事業を終了した。2025年現在、世界最大のネット配信業者である。

### 日本市場
2000年代にセルDVDの売価が下落して購入するユーザーが増え、レンタル業界は過当競争で貸出料金も下落した。中小のレンタルビデオ店は、廃業や大手レンタルチェーン傘下にフランチャイズ化など淘汰され、オンラインDVDレンタルも増えた。都合で一部の作品を仕入れない店舗、制作元や配給元から推薦と承認が得られた店舗だけ配給してほかの店舗は作品の出荷を拒否する、チェーン本部が作品を配給する店舗を限定する 、など店舗により配置がなく取り扱われない作品もあった。
2015年頃からNetflixの日本上陸などによりVOD市場は急成長し、2019年は2404億円でレンタル市場の2倍になり、1976億円のセルビデオも上回り映像市場で首位となった。2024年に有料オンライン配信は、6499億円で映像ソフト市場の過半数以上であった。
日本市場は業界の寡占化とともに安売り競争も加速し、総需要は減少した。2007年頃から衰退したレンタルビデオの売上は、2007年の3604億円が2010年に2672億円へ縮小した。2024年は283億円で2007年の1割未満まで大幅に縮小した。
2023年12月のJVAレンタルシステム加盟店は2384店で、ピークの1995年12月の12454店の5分の1であった。

## 代表的なレンタルビデオチェーン店
- ゲオ（GEO） - レンタルビデオ店舗数890店舗[13]（2025年7月現在）
  - ティー・アンド・ジー（プラスゲオ）
  - 文真堂書店
- カルチュア・エクスペリエンス／カルチュア・コンビニエンス・クラブ（TSUTAYA・蔦屋書店など） - レンタルビデオ店舗数390店舗[14]（2025年7月現在）
  - REXT (WonderGOO)
  - Vidaway（TSUTAYA）
  - フタバ図書（フタバ図書TSUTAYA）
- 三洋堂書店 - レンタルビデオ店舗数37店舗、内2店舗GEOに加盟（2025年3月末現在）
- アルゴ（ビデオ1） - レンタルビデオ店舗数8店舗（2025年7月現在）
- サンセイコーポレーション（ビデオインアメリカ） -レンタルビデオ店舗数5店舗（2025年3月現在）
- サンミュージック（HYPER BOOKS・SUNMUSIC） - レンタルビデオ店舗数3店舗（2025年7月現在）
- アリオン  - レンタルビデオ店舗数2店舗（2025年3月現在）

## 代表的な宅配DVDレンタルサービス
- TSUTAYA DISCAS（カルチュア・エンタテインメント）
- ぽすれん・ゲオ宅配レンタル（ゲオ）
- DMM宅配レンタル（デジタルコマース）
- Netflix（2023年9月29日の発送を持ってDVDレンタル事業を終了[15]）

### 関連団体
- 日本コンパクトディスク・ビデオレンタル商業組合 (CDVJ)
- 日本映像ソフト協会 (JVA)
- 日本音楽著作権協会 (JASRAC)
- 日本国際映画著作権協会 (JIMCA)
- 日本レコード協会 (RIAJ)

### その他
- 映画の著作物
- ゲームレンタル
- カートリビジョン - アメリカで最初に普及したビデオフォーマット。レンタルサービスが行われ、家庭では巻き戻しできない方式だった。
- レンタルCD
- オリジナルビデオ（アニメのOVA）
- 日本ビデオ販売（ビデオ安売王）
- 貸本
- セルビデオ
- ビデオ戦争
- ビデオ・オン・デマンド（ネット配信）